# Reinkaos
Reinkaos är det svenska black metal-bandet Dissections tredje och sista album, utgivet den 30 april 2006. Låttexterna är baserade på den kaos-gnostiska MLO-skriften Liber Azerate.
År 2014 återutgavs albumet på vinyl.

## Låtlista
| Nr           | Titel                   | Längd |
| ------------ | ----------------------- | ----- |
| 1.           | Nexion 218              | 1:32  |
| 2.           | Beyond the Horizon      | 5:20  |
| 3.           | Starless Aeon           | 3:59  |
| 4.           | Black Dragon            | 4:48  |
| 5.           | Dark Mother Divine      | 5:44  |
| 6.           | Xeper-i-Set             | 3:09  |
| 7.           | Chaosophia              | 0:41  |
| 8.           | God of Forbidden Light  | 3:42  |
| 9.           | Reinkaos (instrumental) | 4:43  |
| 10.          | Internal Fire           | 3:20  |
| 11.          | Maha Kali               | 6:04  |
| Total längd: | Total längd:            | 43:06 |

## Medverkande
- Jon Nödtveidt – sång, gitarr
- Set Teitan – gitarr, bakgrundssång
- Tomas Asklund – trummor